# نورة خليفة السويدي
نورة بنت خليفة سالم السويدي، هي سياسية إماراتية، تشغل منصب الأمين العام للإتحاد النسائي العام في دولة الإمارات منذ 1999. وترأس حاليا لجنة الإمارات للرياضة النسائية .

## التعليم
بكالوريوس علم نفس بدرجة امتياز مع مرتبة الشرف من جامعة الإمارات العربية المتحدة.

## مسيرتها المهنية
تولت منصب رئيس المجلس التنفيذي لمنظمة المرأة العربية من عام 2004-2005 وهي عضو فيه منذ سنة 2003، كما ترأست اللجنة التنفيذية للمجلس الأعلى للأمومة. ومثلت الشيخة فاطمة بنت مبارك رئيسة الاتحاد النسائي العام في العديد من الاجتماعات والندوات والمؤتمرات المحلية والعربية والدولية وشاركت في العديد منها بصفتها الشخصية.

### العضويات
تشغل السويدي عضوية العديد من المجالس منها:
- عضو في مجلس إدارة اللجنة الأولمبية الوطنية.
- عضو في مجلس إدارة دار زايد للثقافة الإسلامية.
- عضو في مجلس إدارة مجلس الامارات للتوازن بين الجنسين.
- عضو مجلس إدارةا كاديمية فاطمة بنت مبارك للرياضة النسائية
- عضو مجلس إدارة نادى ابوظبي للسيدات

في عام 2005 عينت نائباً لوزير الخارجية الإماراتي. وهي معروفة بجهودها في تأسيس منظمة المرأة العربية، وقد تولت منصب مديرة الاتحاد النسائي العام التي ترأسها الشيخة فاطمة بنت مبارك الكتبي. ترى السويدي أن حالة المرأة في الإمارات هي الأفضل في منطقة الخليج.
تحت قيادتها، وقع الاتحاد النسائي العام مذكرة تفاهم مع هيئة تنظيم الاتصالات الإماراتية لتعزيز تمكين المرأة من خلال استخدام تكنولوجيا المعلومات والاتصالات. وفي دورة لجنة الأمم المتحدة المعنية بوضع المرأة لعام 2014 ، أكدت أن أحكام إعلان بيجين والقاهرة تصونها الإمارات. تقديراً لعملها من أجل رفاهية المرأة، منحت مؤسسة المرأة العربية جائزة المرأة العربية السادسة للسويدي في عام 2016.

## جوائز
- وسام ملك مملكة البحرين 2006.[1]
- وسام الملك عبد الله بن عبد العزيز آل سعود.[1]
- تكريم من الشيخ محمد بن زايد بالشخصية الاتحادية لعام 2013م.[1]

- درع من مجلس الشباب العربي للتنمية المتكاملة من جامعة الدول العربية.[1]
- جائزة المرأة العربية السادسة عام 2016.[7]